# Southover Without
Southover Without var en civil parish 1894–1934 när det uppgick i Iford och Lewes i grevskapet East Sussex i England. Civil parish hade 34 invånare år 1931.